# Valentin Pavlov
Valentin Sergheevici Pavlov (n. 26 septembrie 1937, Moscova, RSFS Rusă, URSS – d. 30 martie 2003, Moscova, Rusia) a fost un om politic comunist rus, care a îndeplinit funcția de prim-ministru al URSS (14 ianuarie - 22 august 1991).

## Biografie
Valentin Pavlov s-a născut la Moscova la data de 26 septembrie 1937 și a studiat la Institutul de Finanțe din Moscova. El a început cariera în 1959 ca inspector de district financiar; apoi a lucrat ca economist la Ministerul de Finanțe. A devenit membru în Partidului Comunist în 1962. În 1979, el a preluat conducerea departamentului de finanțe din planificare Comitetului de Stat (Gosplan). Valentin Pavlov a fost implicat în lovitura de stat din 1991, a fost arestat și ulterior grațiat. După căderea regimului comunist, a fost consilier la două bănci în Rusia.